# Esna (Kareda)
Esna – wieś w Estonii, w prowincji Järva, w gminie Kareda.